# Piedrahíta de Muñó

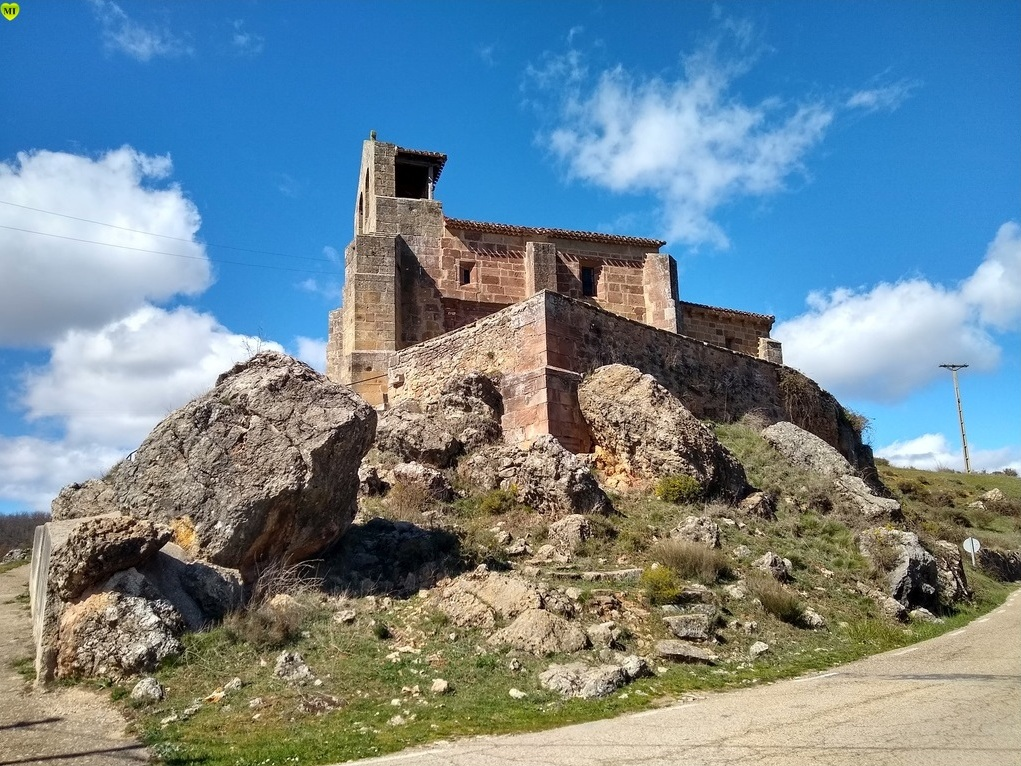
Iglesia de San Esteban

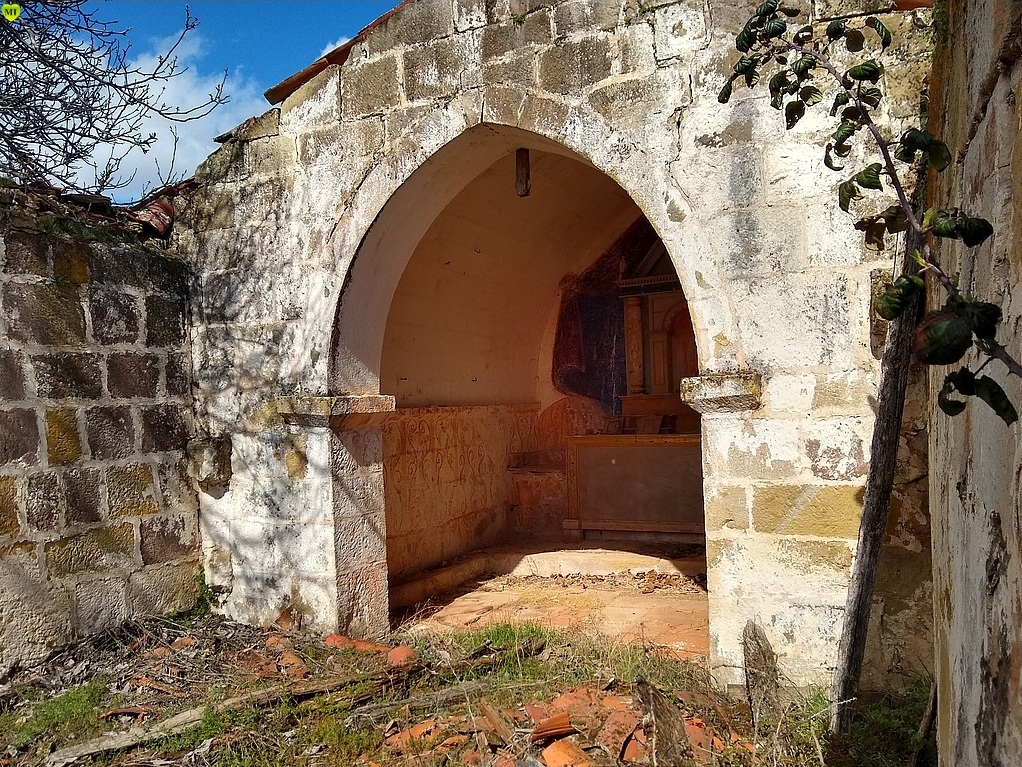
Ruinas de la ermita de la Virgen del Sol

Piedrahíta de Muñó es una localidad española del municipio burgalés de Pinilla de los Moros, en la comunidad autónoma de Castilla y León. 

## Geografía
Es una localidad de la provincia de Burgos (comunidad autónoma de Castilla y León, España). Pertenece al municipio de Pinilla de los Moros y al partido judicial de Salas. Forma parte de la comarca de la La Demanda y Pinares, con centro en Salas de los Infantes.

## Demografía
19 habitantes (INE 2005).

## Historia
En 1794, Piedrahíta de Muño era lugar de señorío, perteneciente al corregimiento de Burgos, partido de Can de Muñó. Estaba gobernado por alcalde pedáneo.
A mediados del siglo XIX, la localidad, por entonces con ayuntamiento propio, contaba con 87 habitantes y un total de 32 casas. Aparece descrita en el decimotercer volumen del Diccionario geográfico-estadístico-histórico de España y sus posesiones de Ultramar de Pascual Madoz de la siguiente manera:

PIEDRAHITA DE MUÑO: l. con ayunt. en la prov., dióc, aud. terr., y c g. de Burgos (8 leg.), part. jud. de Salas de los Infantes (1). sit. en un valle poblado de nogales y olmos, donde reinan principalmente los vientos N. y O. Su clima es frio, y las enfermedades que se padecen con mas frecuencia, son las tercianas y reumas. Tiene 32 casas con la capitular, divididas en 2 barrios, distantes uno de otro, un tiro de fusil, pasando por entre ambos, el r. Pedroso; una escuela de primera educacion, frecuentada por 6 alumnos: dotada con 16 fan. de comuña; 1 igl. parr. (San Esteban), servida por un cura y un sacristan, y una ermita (Ntra. Sra. de la Vega), sit. en llano al S. y junto al pueblo. Confina el térm. N. Vizcaínos; E. Jaramillo Quemado; S. Pinilla de los Moros, y O. Arroyo. El terreno en general es de mala calidad para cereales, y de buena para arbolado; le baña el mencionado r. que nace en las alturas de Monterrubio y va á desaguar en el Arlanza; también se encuentran varios montes poblados de robles y estepas. caminos: los locales; la correspondencia se recibe de la cap. del part. prod.: comuña, centeno y algunas legumbres; ganado lanar, yeguar, aunque poco, de cerda y cabrio; caza de perdices, liebres, muchos lobos y raposos, y algún jabalí; pesca de truchas. ind.: la agrícola, y 2 molinos harineros propios del pueblo en estado dedecadencia. pobl.: 27 vec., 87 alm. cap. prod.: 160,620 rs. imp.: 15,878. contr.: 1,068 rs. 15 mrs. El presupuesto municipal asciende á 600 rs. que se cubren con los fondos de propios, y por reparto vecinal.
(Madoz, 1849, p. 23)

## Personas notables
- Vicente Fernández Castrillo[3] (1912-1936) , religioso de los Hermanos de las Escuelas Cristianas con el nombre de hermano Vicente Justino beatificado, junto con otras 498 víctimas de la persecución religiosa durante la guerra civil española, el 28 de octubre de 2007 en Roma.[4]